# Swing Symphonies
Les Swing Symphonies sont une série de courts-métrages animés produits entre 1941 et 1945 par les studios Walter Lantz Productions. 
Cette série, comme les séries animées des studios concurrents Warner Bros., Looney Tunes et Merrie Melodies, sont directement inspirés du concept des Silly Symphonies du studio Disney dont la production s'est arrêtée en 1939.